# Sergio Pensotti
Sergio Pensotti (Vercelli, 24 aprile 1936) è un ex calciatore italiano.

## Biografia
Centrocampista dotato di grande agonismo, cresce nella Pro Vercelli con la quale debutta in serie D.
Si trasferisce all'Atalanta in Serie A dove non riesce a trovare spazio (tre sole presenze in massima serie, saranno le uniche della carriera). Ritorna allora in prestito alla squadra dove era cresciuto, disputando un ottimo campionato di serie C.
L'anno successivo veste nuovamente i colori dell'Atalanta disputando una buona stagione in Serie B  (27 presenze e 4 reti all'attivo) e centrando la promozione nel massimo campionato, mentre l'anno successivo non riesce a collezionare nemmeno una presenza.
Passa allora in serie C prima al Siena, poi al Pisa e quindi al Chieti. Nelle stagioni successive veste la maglia della Torres e del Viareggio, per fare poi ritorno alla Pro Vercelli, concludendo la carriera nel Borgosesia tra i dilettanti.

## Palmarès

### Club

#### Competizioni nazionali
- Serie B: 1

Atalanta: 1958-1959